# Hundkungen
"Hundkungen" är ett sägenmotiv som förekommer i några av de äldsta källskrifterna till nordisk forntidshistoria. Enligt sägnen skulle en grym erövrare ha tillsatt sin hund som kung över ett erövrat rike, antingen Danmark eller Norge. Vem erövraren var är inte helt klart,  mer än att han tycks ha varit svensk. Motivet skulle, i den mån det anges, ha varit att förnedra de besegrade. Berättelser om hundkungen finns i Lejrekrönikan (Chronicon Lethrense), Annalerna i Lund (Annales Lundenses), Gesta Danorum, Heimskringla och Flatöboken (Flateyjarbók). Hundkungen är också nämnd i Skáldatal. Enligt Lejrekrönikan och Lunda-annalerna skulle händelsen ha inträffat i Danmark någon gång på 500-talet. Av övriga källor framgår att hundkungen regerade i Norge på 700-talet.

## Lejrekrönikan
Lejrekrönikan och Annalerna i Lund uppger att det var sveakungen Hakon/Adils som efter danakungen Helges död utsåg sin knähund till ny härskare över Danmark. Orsaken framgår inte klart, men enligt Rolf Krakes saga blev Helge besegrad och dräpt av Adils i ett slag vid Uppsala, varför det verkar rimligt att syftet varit att förödmjuka motståndaren.[källa behövs] Adils sägs uttryckligen ha varnat danerna att vemhelst som kom till honom och sade att hunden blivit dödad skulle själv mista livet. Olyckligtvis avled den lille kungen i ett slagsmål med större hundar, varpå det föll på tjänaren Snios lott att överbringa det sorgliga budskapet. Snio sökte råd hos jätten Læ (Ägir) på Läsö, och uppmanades att vid sin ankomst tala i gåtor, så att han till sist lurade kungen att själv säga "hunden är död". "Det var du som sade det", svarade Snio, och han utsågs för denna sin klokhet att själv efterträda hunden på den danska tronen. Snio visade sig dock vara en ond och oärlig kung som slutligen föll på eget grepp. Då han sökte lura jätten att avslöja det sätt på vilket han själv skulle komma att dö (så att han kunde undvika det), visade det sig att det var just jättens svar som blev hans död. Snio efterträddes nu av Helges son Rolf Krake.

## Gesta Danorum
Också Saxo Grammaticus berättar i sjunde boken av Gesta Danorum om en svensk erövrarkung, men han hette Gunnar, och det land som erövrades var Norge. För att förödmjuka norrmännen tillsatte han en hund som deras härskare. Han utsåg ämbetsmän för att ta hand om de rent praktiska statsangelägenheterna, och en rad hovfunktionärer för att passa upp. Den som inte visade hundkungen tillräcklig vördnad bestraffades med stor grymhet.

## Heimskringla
Håkon den godes saga, som ingår i Heimskringla, förlägger också handlingen till Norge, men nu heter den onde erövraren Östen illråde (Eystein illráði). Han härjade i Trondheim och lade bland annat under sig Eynafylke och Sparbyggafylke. Först satte han sin son Anund som lydkonung över dessa småriken, men då folket gjorde uppror och dräpte Anund återvände Östen med stor härsmakt. Han underkuvade landet på nytt, men denna gång tillsatte han som hämnd sin hund Saur som kung över norrmännen. Hunden försågs med övliga värdighetstecken: koppel och halsband av silver och guld, tronstol (högsäte) och kungsgård, och vid dåligt väglag blev kungen buren av hirdmän så att han inte skulle smutsa ner sina tassar. Samma historia är också omnämnd i Hversu Nóregr byggðisk (hur Norge befolkades) som ingår i Flatöboken. Hundens regering varade i tre års tid, men sedan bröt sig vargar in bland boskapsfållorna på kungsgården. Hirdmännen sporde nu kungen om han inte borde försvara sin egendom, varpå hunden störtade sig över vargarna och blev sliten i stycken.

## Verklighetsbakgrund
Samtliga källor, utom Heimskringla, är överens om att den onde erövrarkungen tillhörde svearna. Heimskringla däremot gör Östen illråde till kung över Oplandene i Norge. Men Opland och Uppland stavades vid denna tid på samma sätt, vilket förklarar förväxlingen. Någon Östen illråde i Opland är för övrigt inte känd, men Östen illråde från Uppland förekommer i flera källor. Han levde på 700-talet och kallades även Östen bele. Enligt Historia Norwegiæ inträffade en stor invandring från Sverige till Trondheimsområdet vid just denna tid, vilket visserligen inte bevisar att sägnen om hundkungen är sann, men kanske förklarar varför denna sägen kommit att knytas till just denna tid och plats. Det enda som egentligen talar för att "hundkungen" skulle kunna vara mer än blott och bart en sägen är det faktum att Skáldatal i förteckningen över Östen beles hirdskalder nämner att Erp lutande även diktade en lovdrapa om hundkungen Saur.
Berättelser om djur, som uppnått höga politiska ämbeten, kan dock ha tillhört en internationell sägentradition, vilket visas av den bekanta historien om Caligulas häst, som enligt Suetonius var tilltänkt som romersk konsul, förmodligen för att förnedra senaten.